# W.H.L. Janssen van Raay
Willem Hendrik Leonard Janssen van Raay (Batavia, 6 januari 1862 - 's Gravenhage, 5 februari 1937) was een Nederlands ingenieur, hoogleraar zuivere en toegepaste wiskunde en mechanica aan de Technische Hogeschool te Delft en rector magnificus in het jaar 1926-1927.

## Levensloop
Janssen van Raay, zoon van Hendrik Leonard Janssen van Raaij and Johanna Florentina Broese van Groenou, was geboren in Batavia, het huidige Jakarta. Hij studeerde wiskunde aan de Polytechnische School te Delft.

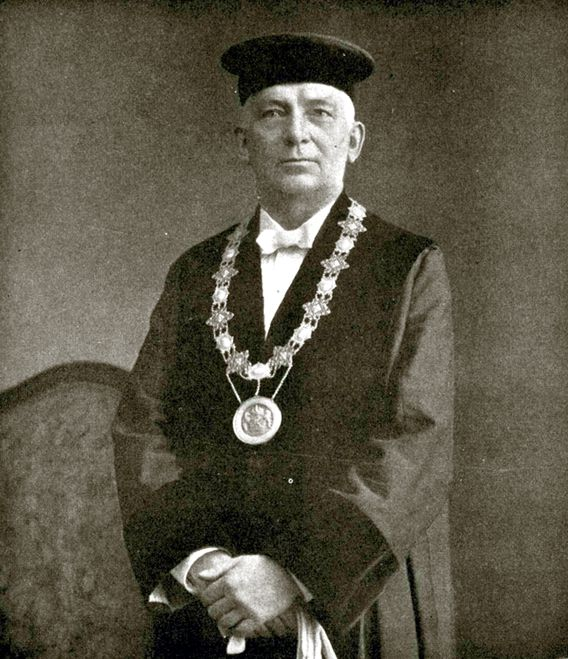
Janssen van Raay, 1927

Janssen van Raaij begon zijn carrière als leraar wiskunde op de Hogere Burger School in Haarlem, waar hij tevens onderdirecteur werd.
Op 17 februari 1900 werd hij benoemd tot lector aan de Polytechnische School, en promoveerde in 1905 tot gewoon hoogleraar in de zuivere en toegepaste wiskunde en mechanica. In het jaar 1926-1927 diende hij aan de inmiddels Technische Hogeschool, en ging hier in 1932 met emeritaat.
Janssen van Raay werd in 1928 benoemd tot Ridder in de Orde van de Nederlandsche Leeuw.

## Personalia
Willem Hendrik Leonard Janssen van Raay was op 29 juli 1886 in Haarlem getrouwd met Elisabeth Petronella Ballabrega (1862-1928). Zij kregen samen een dochter, Corry Janssen van Raaij, en twee zoons, Hannibal Janssen van Raaij en Otto Janssen van Raaij.

## Publicaties
- Janssen van Raay, W. H. L.. "Sur les quantités imaginaires en algèbre." (in Frans). Arch. Teyler. (2) IV. 53-118 (1894).
- W.H.L. Janssen van Raay, Leerboek der stereometrie. De Erven Loosjes, 1897.
- Jan de Vries en W.H.L. Janssen van Raay, Leerboek der vlakke meetkunde, Herzien door W.J. Wisselink. 10e. druk, Groningen, J.B. Wolters, 1919.
- W.H.L. Janssen van Raay, De strijd over oneindigheden in de getallenwereld: rede, 1927.

- Gemeinsame Normdatei: 1079039635
- International Standard Name Identifier: 0000 0003 9181 5004
- Library of Congress Control Number: no2014102473
- Nederlandse Thesaurus van Auteursnamen: 135768187
- Virtual International Authority File: 285743171
- WorldCat: E39PBJvhpCpYBVXWkpTg3mPCwC